# Phaps elegans
Phaps elegans là một loài chim trong họ Columbidae.